# NGC 4278

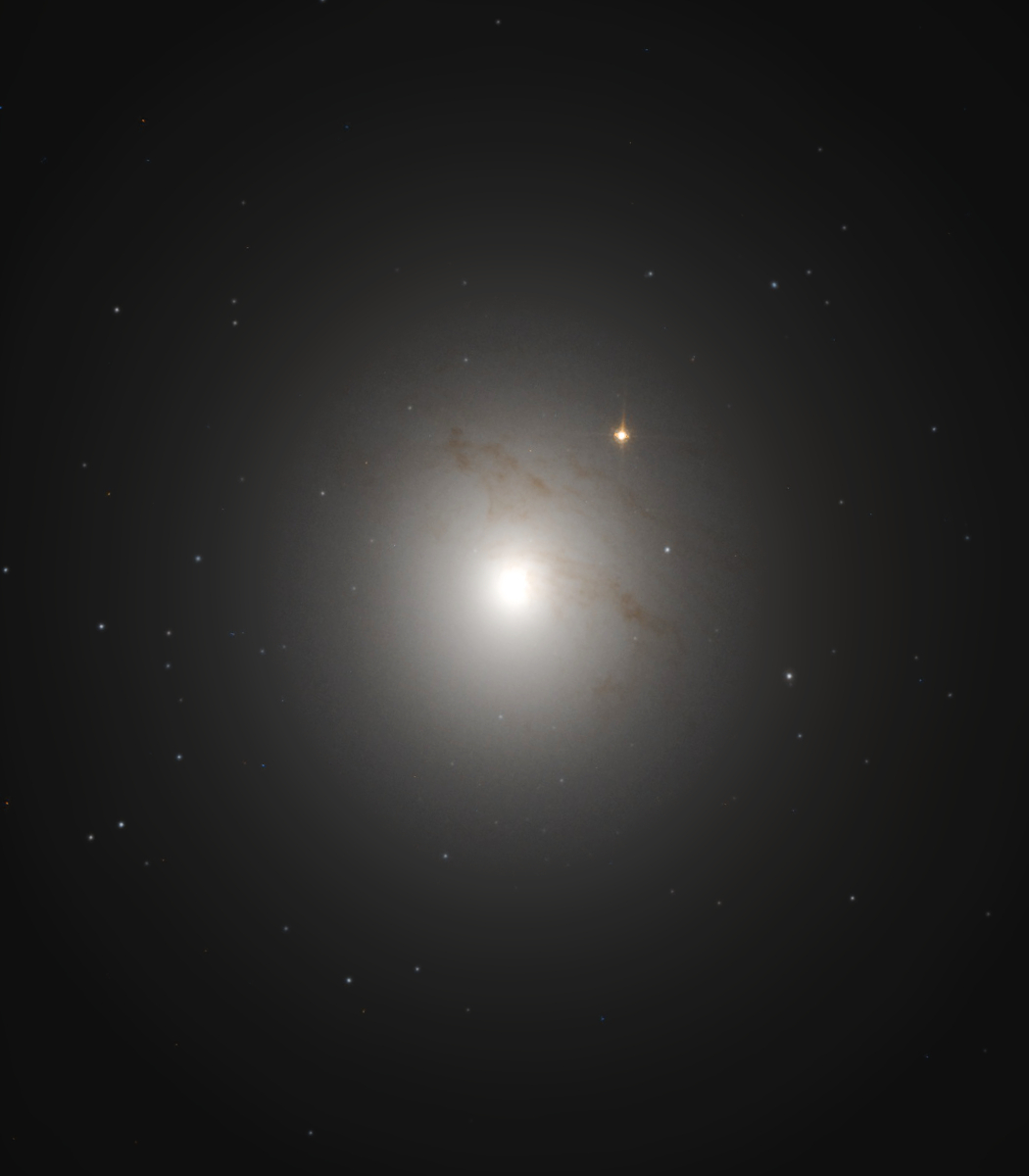
NGC 4278 par le télescope spatial Hubble.

NGC 4278 est une galaxie elliptique relativement rapprochée et située dans la constellation de la Chevelure de Bérénice. NGC 4278 a été découverte par l'astronome germano-britannique William Herschel en 1785.

## Caractéristiques
NGC 4278 présente une large raie HI. C'est aussi une radiogalaxie à spectre continu (Flat-Spectrum Radio Source). De plus, c'est une galaxie LINER, c'est-à-dire une galaxie dont le noyau présente un spectre d'émission caractérisé par de larges raies d'atomes faiblement ionisés. 

### Distance
Sa vitesse par rapport au fond diffus cosmologique est de 905 ± 21 km/s, ce qui correspond à une distance de Hubble de 12,4 ± 1,0 Mpc (∼40,4 millions d'al).
À ce jour, une trentaine de mesures non basées sur le décalage vers le rouge (redshift) donnent une distance de 16,913 ± 5,855 Mpc (∼55,2 millions d'al), ce qui est à l'intérieur des valeurs de la distance de Hubble. Cependant, cette galaxie est relativement rapprochée du Groupe local et les mesures indépendantes sont souvent assez différentes des distances de Hubble pour les galaxies rapprochées en raison de leur mouvement propre dans le groupe où l'amas où elles sont situées. Cette valeur est peut-être plus près de la distance réelle de NGC 4278. Notons que c'est avec les mesures des valeurs indépendantes, lorsqu'elles existent, que la base de données NASA/IPAC calcule le diamètre d'une galaxie.

### Galaxie de Seyfert
NGC 4278 est une galaxie active de type Seyfert 1.

## Trou noir supermassif
Selon une étude publiée en 2009 et basée sur la vitesse interne de la galaxie mesurée par le télescope spatial Hubble, la masse du trou noir supermassif au centre de NGC 4278 serait comprise entre 52 et 180 millions de {\displaystyle M_{\odot }}.
Selon une autre étude publiée 2003 et basée sur la dispersion des vitesses stellaire la masse du trou noir central serait de 108,49±0,07, soit une valeur comprise entre 263 et 363 millions de masses solaires.

## Le trou noir supermassif et les émissions du noyau

### Émission LINER
NGC 4278 est une galaxie à noyau actif dont le spectre nous indique qu'il s'agit d'une galaxie LINER. L'explication la plus acceptée de la source de cette activité est la présente d'un disque d'accrétion autour d'un trou noir central supermassif dont la masse est d'au moins 50 millions de masses solaires ({\displaystyle M_{\odot }}) et qui pourrait même dépasser 360 {\displaystyle M_{\odot }} et atteindre une valeur incroyable de 2 milliards {\displaystyle M_{\odot }}. Les émission rayons X du noyau sont également consistantes avec la présence d'un écoulement d'un disque d'accrétion de faible intensité radiative.

### Émission d'ondes radio
Le noyau de NGC 4278 est aussi une source d'ondes radio. Deux petits jets symétriques en forme de S émis de la source central ont été observés à l'aide des radiotélescopes du Very Large Array. La taille de chacun des jets est d'environ 20 millisecondes d'arc, ce qui correspond à 3,2 années-lumière à la distance estimée de 55 millions d'années-lumière. Les propriétés de ces jets (vitesse, alignement) correspondent à l'émission d'ondes radio synchrotrons par des particules accélérées par un trou noir supermassif.

### Émission de rayonnement ultraviolet
Le noyau renferme également une source compacte de rayonnement ultraviolet qui montre une forte variabilité et des éruptions de longues durées. Une telle éruption a été observée entre juin 1994 et janvier 1995, alors qu'elle est devenue 1,6 fois plus brillante pendant six mois. De telles éruptions ont aussi été observées dans d'autres galaxies actives de faible luminosité. Les propriétés mesurées de ces émissions ont permis de déterminer que la masse du trou noir supermassif à l'origine de celles-ci est comprise entre 7 × 107 et 2 × 109 {\displaystyle M_{\odot }}.

### Émission de rayons X
On a aussi observé à l'aide des télescope XMM-Newton et Chandra une variabilité de longue et de courte période dans l'émission des rayons X en provenance du noyau. En trois ans, l'intensité des émissions a été multipliée par un facteur 5. Des fluctuations ont été enregistrées sur de plus courts temps, même de moins d'une heure, alors que la densité de flux du rayonnement a augmenté de 10 % dans l'une des observations de XMM-Newton. La distribution spectrale d'énergie du rayonnement X à de faible densité de flux est typique d'une galaxie LINER, alors que celle à des densités plus élevées correspond à une galaxie Seyfert.

### Émission infrarouge
Le télescope spatial Spitzer a permis d'étudier la galaxie dans le domaine de l'infrarouge et de déduire les propriétés de la poussière qu'elle renferme. On a observé de long filaments de poussière de forme semblable aux jets d'onde radio. En général, les galaxies elliptiques renferment peu de poussière. Une autre caractéristique peu commune aux galaxies elliptiques est la présence d'émission en provenance d'hydrocarbure aromatique polycyclique (HAP) ainsi qu'un forte émission à 34,8 μm provenant des atomes de silicium doublement ionisés (Si II). Dans les autres galaxies elliptiques, on pense que les HAP sont détruits dans le milieu interstellaire chaud. On a aussi observé des émissions en provenance de l'hydrogène moléculaire et aussi de l'hydrogène ionisé. On a suggéré que ces émissions provenaient de l'accrétion de gaz froid par le disque d'hydrogène neutre.

## Amas globulaires de NGC 4278
Comparé à des galaxies elliptiques de luminosité semblable, NGC 4278 renferme un grand nombre d'amas globulaires. On estime leur nombre à 1 378+32
 −194. Comme dans d'autres galaxies, la distribution en couleur se présente sous deux formes, avec des amas contenant des sous populations d'étoiles rouges et d'étoiles bleues. Les amas contenant de étoiles bleues sont plus gros que ceux avec des étoiles rouges à une distance égale du centre de la galaxie. La taille des amas augmentent avec la distance qui les sépare du centre galactique.

## Matière noire
La vitesse des amas globulaires dans le halo de NGC 4278 indique une fraction de son contenu en matière noire de 75+6
−6 % de sa masse à l'intérieur de cinq rayons effectifs. 

## Groupe de NGC 4274  et de NGC 4725
Selon A.M. Garcia, la galaxie NGC 4278 fait partie d'un groupe de galaxies qui compte au moins 19 membres, le groupe de NGC 4274. Les autres membres du New General Catalogue du groupe sont NGC 4020, NGC 4062, NGC 4136, NGC 4173, NGC 4203, NGC 4245, NGC 4251, NGC 4274, NGC 4283, NGC 4310, NGC 4314, NGC 4359, NGC 4414, NGC 4509 et NGC 4525.
D'autre part, sept des galaxies de ce groupe (NGC 4245, NGC 4251, NGC 4274, NGC 4278, NGC 4283, NGC 4310 et NGC 4314) font partie d'une autre groupe décrit dans un article publié en 1998 par Abraham Mahtessian. Il s'agit du groupe de NGC 4725, la galaxie la plus brillante de ce groupe qui compte 16 membres. Certaines galaxies du groupe de NGC 4725 font partie d'autres groupes décrits dans l'article de Garcia. Les frontières entre les groupes ne sont pas clairement établies et dépendent des critères de proximité utilisés par les auteurs.